# Gustav Adolf Hegh
Gustav Adolf Hegh, född 22 oktober 1927 i Oslo, död 18 november 2010, var en norsk skådespelare och teaterregissör.
Hegh debuterade 1953 på Sommerteatret i Oslo. Han var 1954–1963 engagerad vid Chat Noir och därefter frilansande konstnär i bland annat Danmark och USA. Åren 1968–1972 var han vid Rogaland Teater och därefter vid Riksteatret, där han också var regissör. Han spelade en stor repertoar från klassiska komedier till modern dramatik.
Vid sidan av teatern verkade han som filmskådespelare. Han debuterade 1952 i Andrine og Kjell och medverkade i sammanlagt tolv filmer fram till och med 2010.

## Filmografi
- 1952 – Andrine og Kjell
- 1955 – Barn av solen
- 1957 – Peter van Heeren
- 1961 – Norges söner
- 1962 – Stackars stora starka karlar
- 1964 – Blåkragar
- 1964 – Marenco
- 1973 – Czardasfyrstinnen
- 2003 – Love Never Dies (kortfilm)
- 2005 – Elling, älska mig i morgon
- 2007 – Svein og Rotta og UFO-mysteriet
- 2010 – Dark Souls